# 亨柴
亨柴（1938年—2020年5月16日），另译恒参，柬埔寨政治人物，柬埔寨人民党党员。2016年委任柬埔寨文化艺术部大臣，2018年担任柬埔寨宗教事务部大臣。任内曾多次访问中国。